# 八健将
八健将（はちけんしょう）は、小説『三国志演義』において、呂布配下の武将である張遼、臧覇、郝萌、曹性、成廉、魏続、宋憲、侯成の8人を指す。
八健将の語は第11回に登場する。呂布が軍勢の先頭に立ち、両脇に「八員の健将」が控えていた。そのうち序列第1位が張遼で、序列第2位が臧覇であり、この二人がそれぞれ3人の将を率いていたとする。

## 正史の八健将
史実では、以下の通りに相違点がある。
- 臧覇：呂布の配下ではなく盟友関係にあった武将。
- 郝萌：『演義』では、建安3年（198年）12月の下邳城籠城戦で処刑されているが、正史では建安1年（196年）6月に呂布に叛旗を翻し、高順に討ち取られている。
- 曹性：『演義』では、建安3年（198年）に夏侯惇の目を射抜いた後に戦死。正史では郝萌配下の武将。郝萌の叛乱後に郝萌の旧部隊の指揮を委ねられた。
- 成廉：『演義』では、興平2年（195年）に戦死しているが、正史では建安3年（198年）10月の下邳城外の戦いで曹操軍に捕虜とされている。

なお「健将」とは、本来は猛将、勇将という意味を持つ語であり、『後漢書』呂布伝で成廉と魏越が、このように表現されている。
また、正史において呂布の有力な武将である高順が含まれていないことも大きな違いとなっている。